# The Zookeeper's Wife
The Zookeeper's Wife is een Amerikaans-Brits-Tsjechische oorlogsfilm uit 2017, geregisseerd door Niki Caro. De film is gebaseerd op de gelijknamige non-fictieroman van Diane Ackerman.

## Verhaal
De film vertelt het waargebeurde verhaal van hoe het echtpaar Antonina en Jan Żabiński honderden Joden uit handen van de Duitsers hebben gered door ze tijdens de Tweede Wereldoorlog te verbergen in hun dierentuin in Warschau.

## Rolverdeling
| Acteur             | Personage               |
| ------------------ | ----------------------- |
| Jessica Chastain   | Antonina Źabińska       |
| Johan Heldenbergh  | Jan Źabiński            |
| Daniel Brühl       | Lutz Heck               |
| Michael McElhatton | Jerzyk                  |
| Timothy Radford    | jonge Ryszard Źabiński  |
| Val Maloku         | oudere Ryszard Źabiński |
| Efrat Dor          | Magda Gross             |
| Iddo Goldberg      | Maurycy Fraenkel        |
| Shira Haas         | Urszula                 |
| Martha Issová      | Regina Kenigswein       |
| Arnošt Goldflam    | Janusz Korczak          |
| Kristof Konrad     | Poolse radio-omroeper   |